# Bahnstrecke Heiligenstadt–Schwebda
| Trasse der Bahnstrecke bei Dieterode |                                      |                                       |                                       |
| Streckennummer: | 6734 Heiligenstadt–Heiligenstadt Ost |                                       |                                       |
| Kursbuchstrecke: | 178g (1934) 201d (1944)              |                                       |                                       |
| Streckenlänge: | 32,1 km                              |                                       |                                       |
| Spurweite: | 1435 mm (Normalspur)                 |                                       |                                       |
| Maximale Neigung: | 50 ‰                                 |                                       |                                       |
| Zahnstangensystem: | Abt (2 Lamellen)                     |                                       |                                       |
| |                                      |                                       |                                       |
| \| \| \| von Hann. Münden \| \| \| \| 0,0 \| Heilbad Heiligenstadt \| 248,1 m[1] \| \| \| 1,5 \| nach Halle (Saale) Hbf \| nach Halle (Saale) Hbf \| \| \| \| Leine \| \| \| \| 2,6 \| Heiligenstadt (Eichsfeld) Ost \| 268.3 m \| \| \| \| Geislede \| \| \| \| \| Anschluss Papierfabrik \| \| \| \| \| Anschluss Wifo-Tanklager \| \| \| \| 6,5 \| Pferdebachtal \| 332,5 m \| \| \| 6,2 \| Beginn Zahnstange \| Beginn Zahnstange \| \| \| 8,1 \| Ende Zahnstange \| Ende Zahnstange \| \| \| 10,4 \| Kalteneber \| 444,0 m \| \| \| 14,2 \| Fürstenhagen (Eichsfeld) \| 491,0 m \| \| \| 14,7 \| Beginn Zahnstange \| Beginn Zahnstange \| \| \| 16,1 \| Dieterode Ende Zahnstange \| 429,8 m \| \| \| 16,6 \| Beginn Zahnstange \| Beginn Zahnstange \| \| \| 18,1 \| Ende Zahnstange \| Ende Zahnstange \| \| \| 18,6 \| Krombach (Eichsfeld) \| 350,6 m \| \| \| 23,8 \| Ershausen \| 238,0 m \| \| \| 26,2 \| Frieda \| Frieda \| \| \| 26,7 \| Großtöpfer \| 202,4 m \| \| \| 28,7 \| Landesgrenze Thüringen–Hessen \| Landesgrenze Thüringen–Hessen \| \| \| \| von Leinefelde (Kanonenbahn) \| \| \| \| 28,8 \| Abzw Sankt Frieda \| Abzw Sankt Frieda \| \| \| \| Friedaviadukt (100 m), 1945 gesprengt \| \| \| \| \| Friedatunnel \| \| \| \| \| von Wartha \| \| \| \| 32,1 \| Schwebda \| 192,6 m \| \| \| \| nach Treysa (Kanonenbahn) \| \| |                                      |                                       |                                       |
| Strecke |                                      | von Hann. Münden                      | von Hann. Münden                      |
| Bahnhof | 0,0                                  | Heilbad Heiligenstadt                 | 248,1 m                               |
| Abzweig ehemals geradeaus und nach links | 1,5                                  | nach Halle (Saale) Hbf                | nach Halle (Saale) Hbf                |
| Brücke über Wasserlauf (Strecke außer Betrieb) |                                      | Leine                                 | Leine                                 |
| Bahnhof (Strecke außer Betrieb) | 2,6                                  | Heiligenstadt (Eichsfeld) Ost         | 268.3 m                               |
| Brücke über Wasserlauf (Strecke außer Betrieb) |                                      | Geislede                              | Geislede                              |
| Abzweig geradeaus und nach links (Strecke außer Betrieb) |                                      | Anschluss Papierfabrik                | Anschluss Papierfabrik                |
| Abzweig geradeaus und von rechts (Strecke außer Betrieb) |                                      | Anschluss Wifo-Tanklager              | Anschluss Wifo-Tanklager              |
| Haltepunkt / Haltestelle (Strecke außer Betrieb) | 6,5                                  | Pferdebachtal                         | 332,5 m                               |
| | 6,2                                  | Beginn Zahnstange                     | Beginn Zahnstange                     |
| | 8,1                                  | Ende Zahnstange                       | Ende Zahnstange                       |
| Bahnhof (Strecke außer Betrieb) | 10,4                                 | Kalteneber                            | 444,0 m                               |
| Spitzkehrbahnhof rechts | 14,2                                 | Fürstenhagen (Eichsfeld)              | 491,0 m                               |
| | 14,7                                 | Beginn Zahnstange                     | Beginn Zahnstange                     |
| | 16,1                                 | Dieterode Ende Zahnstange             | 429,8 m                               |
| | 16,6                                 | Beginn Zahnstange                     | Beginn Zahnstange                     |
| | 18,1                                 | Ende Zahnstange                       | Ende Zahnstange                       |
| Bahnhof (Strecke außer Betrieb) | 18,6                                 | Krombach (Eichsfeld)                  | 350,6 m                               |
| Bahnhof (Strecke außer Betrieb) | 23,8                                 | Ershausen                             | 238,0 m                               |
| Brücke über Wasserlauf (Strecke außer Betrieb) | 26,2                                 | Frieda                                | Frieda                                |
| Bahnhof (Strecke außer Betrieb) | 26,7                                 | Großtöpfer                            | 202,4 m                               |
| Grenze (Strecke außer Betrieb) | 28,7                                 | Landesgrenze Thüringen–Hessen         | Landesgrenze Thüringen–Hessen         |
| Abzweig geradeaus und von links (Strecke außer Betrieb) |                                      | von Leinefelde (Kanonenbahn)          | von Leinefelde (Kanonenbahn)          |
| Blockstelle (Strecke außer Betrieb) | 28,8                                 | Abzw Sankt Frieda                     | Abzw Sankt Frieda                     |
| Brücke über Wasserlauf (Strecke außer Betrieb) |                                      | Friedaviadukt (100 m), 1945 gesprengt | Friedaviadukt (100 m), 1945 gesprengt |
| Tunnel (Strecke außer Betrieb) |                                      | Friedatunnel                          | Friedatunnel                          |
| Abzweig geradeaus und von links (Strecke außer Betrieb) |                                      | von Wartha                            | von Wartha                            |
| Bahnhof (Strecke außer Betrieb) | 32,1                                 | Schwebda                              | 192,6 m                               |
| Strecke (außer Betrieb) |                                      | nach Treysa (Kanonenbahn)             | nach Treysa (Kanonenbahn)             |

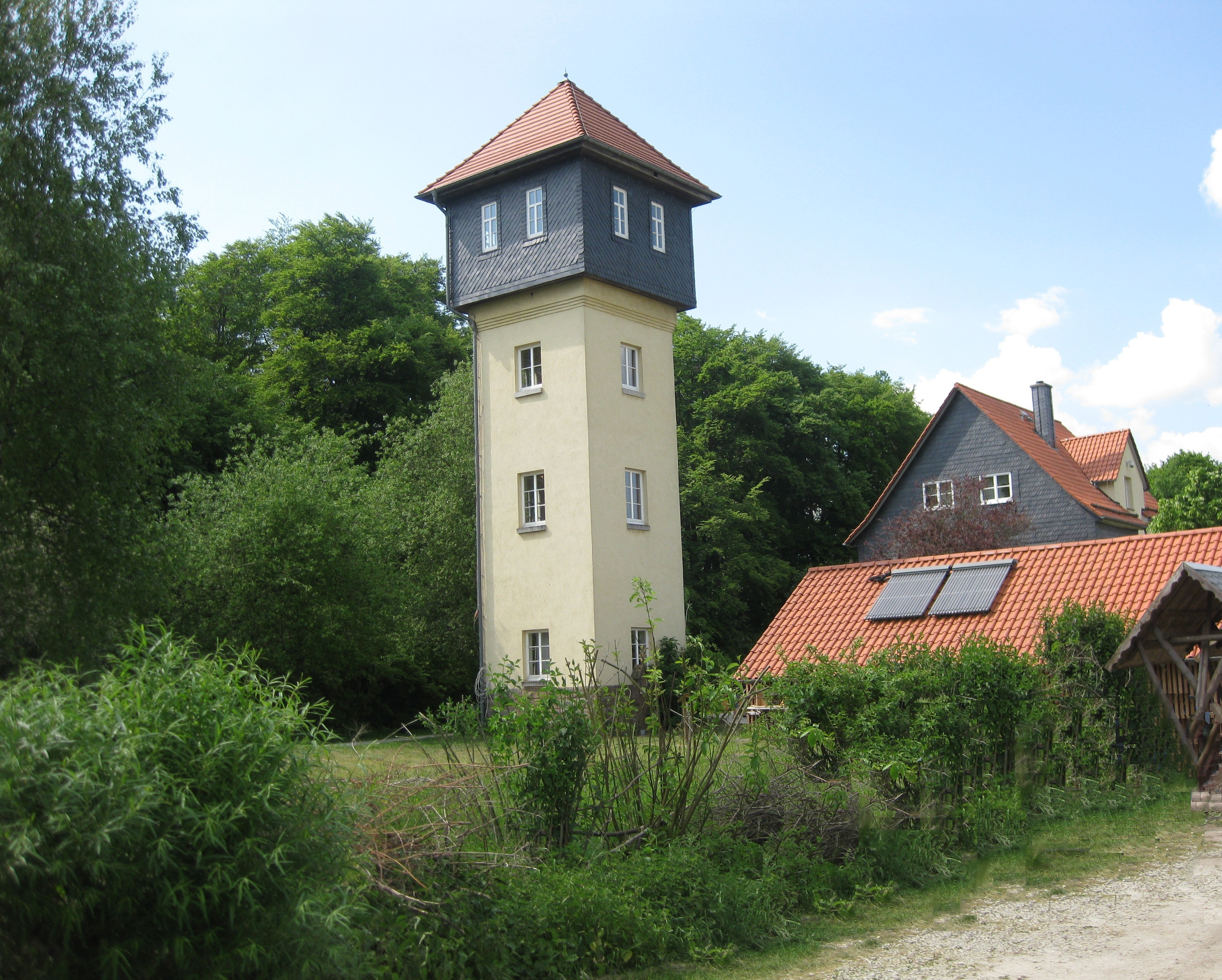
Der ehemalige Bahnhof Fürstenhagen mit dem Wasserturm

Die Bahnstrecke Heiligenstadt–Schwebda war eine Nebenbahn in Thüringen und Hessen. Sie zweigte in Heilbad Heiligenstadt aus der Bahnstrecke Halle–Hann. Münden ab und führte durch das Eichsfeld nach Schwebda, wo sie in die Bahnstrecke Leinefelde–Treysa einmündete.

## Geschichte

### Streckenbau und Eröffnung
Die Strecke wurde als Erschließungsbahn um die Jahrhundertwende im noch verkehrstechnisch unerschlossenen Teil des Eichsfeldes vom preußischen Staat geplant.
In diesem Gebiet, das von den Strecken Halle/Saale–Leinefelde–Heiligenstadt/Eichsfeld–Kassel, Leinefelde–Schwebda–Eschwege und Eichenberg–Eschwege umschlossen wird, war eine Belebung der Wirtschaft dringend notwendig. So wurde um 1910 über die Kostenverteilung zum Bau einer Nebenbahn von Heiligenstadt/Eichsfeld über Kalteneber, Fürstenhagen, Dieterode, Krombach, Ershausen und Großtöpfer nach Schwebda debattiert. 251.000 Mark übernahm der preußische Staat, 70.000 M der Kreis Eschwege und 311.000 M der Kreis Heiligenstadt. Damit konnten die Vorarbeiten beginnen.
Im Heilbad Heiligenstadt im Eichsfeld wurde ein Baubüro eingerichtet und die Strecke in sieben Baulose aufgeteilt. Baubeginn war im Juni 1911. Die Bahnbauer bekamen es mit recht schwierigem Gelände zu tun. Da die Luftlinie Heiligenstadt–Schwebda nur etwa 20 km beträgt, die Strecke aber die vorgenannten Orte anschließen sollte, verlängerte sie sich auf 32 km. Dazwischen liegt bei Kalteneber/Fürstenhagen eine Hochfläche mit etwa 500 m ü.NN. Die Anstiege dorthin sind von allen Seiten nur in steilen Bachtälern oder über ebenso steile Hänge möglich. Man entschloss sich deshalb zum Bau einer Zahnradbahn mit drei Zahnradabschnitten nach dem System Abt und nahm deren Nachteile in Kauf. Vorteilhaft war der direkte Anschluss an das Reichsbahnnetz, da regelspurige Fahrzeuge auf der steilen Strecke eingesetzt werden konnten (Keine Umladung von schmalspurigen auf regelspurige Eisenbahnwaggons bzw. umgekehrt).
Nachteilig war die relativ niedrige Geschwindigkeit in den Zahnstangenabschnitten. Es kamen kombinierte Adhäsions-/Zahnradloks mit zwei unabhängig arbeitenden Triebwerken der Firma Borsig ähnlich denen der Rübelandbahn zum Einsatz. Sie waren mit Druckluftbremse für den Zug und Lok, der Riggenbach-Gegendruckbremse für die Adhäsionsräder und Bandbremse für das Zahnradtriebwerk sowie einer Handbremse ausgerüstet. Da die Zahnstangenabschnitte vom Bahnhof Pferdebachtal bis etwa 1,5 km vor Kalteneber bergwärts und von Fürstenhagen nach Dieterode und hinter dem Bahnhof bis vor Krombach talwärts lagen, baute man in Fürstenhagen eine Spitzkehre ein, um den Wechsel an den Zugschluss wenigstens einmal zu sparen, da in den Zahnstangenabschnitten die Lok immer talseitig am Zug stehen musste. Die Strecke war die jüngste der unter preußischer Regie gebauten regelspurigen Adhäsions-/Zahnradbahnen und die erste, deren Betrieb auf reinen Reibungsantrieb umgestellt wurde.
Der erste Abschnitt bis Heiligenstadt-Dün (später Heiligenstadt Ost) ging am 28. August 1914 in Betrieb. Die übrige Strecke wurde am 1. Oktober 1914 eröffnet.

### Betrieb und Einstellung
Der aufwendige Zahnradbetrieb wurde im Jahre 1922 aufgegeben, da man mit der Lok „Elch“ der HBE (Halberstadt Blankenburger Eisenbahn) den Beweis angetreten hatte, selbst Steigungen mit über 6 % im Reibungsbetrieb bewältigen zu können. Es kamen dann nach weiteren Erprobungen Loks der Preußischen T 16.1 (spätere 94.5–17) zum Einsatz. Nach Einstellung des Zahnradbetriebes musste nun nur noch in Fürstenhagen die Lok umgesetzt werden, die Steilstrecken wurden nun ganz normal durchfahren. Interessant war die Betriebsabwicklung von und bis zur Einmündung in die bis 1919 zweigleisige Kanonenbahnstrecke Leinefelde-Schwebda. Etwa 700 m vor dem Friedaviadukt wurde eine Abzweigstelle mit kleinem Wärterhaus errichtet, von der die Weichen und Signale gestellt wurden. Als das zweite Gleis der Kanonenbahn nach dem Ersten Weltkrieg demontiert wurde, blieb für die Heiligenstädter Bahnlinie das Gleis nach Schwebda ab der Abzweigstelle in Betrieb bis in den Bahnhof Schwebda. Am 9. November 1944 kam es zu einem schweren Tieffliegerangriff auf einen Zug zwischen Ershausen und Krombach, dabei wurden 11 Reisende und der Lokomotivführer getötet und etwa 30 weitere Personen wurden verletzt. Kurz vor Kriegsende wurde ein militärischer Sonderzug im Friedatunnel auf dem Heiligenstädter Gleis abgestellt und vor dem Tunnel eine Weichenverbindung zum Leinefelder Gleis eingebaut. Am 2. April 1945 wurde der Viadukt über die Frieda von auf dem Rückzug befindlichen Wehrmachtseinheiten gesprengt und damit der Betrieb unterbrochen. Ein Aufbau der Brücke ist nicht mehr erfolgt, da sie im Grenzgebiet zwischen Hessen und Thüringen, also der Grenze zwischen der amerikanisch und der sowjetisch besetzten Zone lag. Der Abschnitt zwischen Heiligenstadt Ost und Großtöpfer wurde noch bis Sommer 1947 befahren, danach stillgelegt und zügig abgebaut. Auf bundesdeutscher Seite wurde der Friedatunnel vor der Friedabrücke vom Bundesbahn-Zentralamt in Minden als Klimakammer benutzt und war auf Schienen erreichbar. Heute ist der Tunnel verschlossen.
Der erste Abschnitt zwischen Heiligenstadt und Heiligenstadt Ost wurde noch bis zum 31. Dezember 1994 im Güterverkehr betrieben, zuletzt als Streckengleis des Bahnhofs Heiligenstadt. Zurzeit werden Teile der Gleisanlagen noch von Heiligenstädter Eisenbahnfreunden genutzt.

## Streckenverlauf
Die Strecke begann in Heiligenstadt (Eichsfeld) (km 0,0–248 m ü.NN) im Bahnhof der Halle-Kasseler Strecke an einem eigenen Bahnsteig östlich des Empfangsgebäudes. Bis zur Rekonstruktion vor wenigen Jahren konnte man den Bahnsteig noch sehen. Am östlichen Stellwerk befindet sich auch der Schuppen, in dem eine Lokomotive stationiert war, die beiden anderen Streckenloks waren in Eschwege Niederhone (West) beheimatet. Die nächsten etwa 1,5 km führte die Strecke als drittes Gleis Richtung Leinefelde, um dann nach Süden zu schwenken. Nach einem weiteren Kilometer erreichte man den Bahnhof Heiligenstadt (Eichsfeld)-Ost (km 2,6–268 m). Hier gab es mehrere Ladegleise, zwei Bahnsteiggleise und den Zugleiter, der für den Zugbetrieb bis Ershausen (ausschließlich) zuständig war. Immer im Tal der Geislede und des Pferdebaches ansteigend verlief die Strecke am Waldrand an der Papierfabrik (mit Anschlussgleis) zum Bahnhof Pferdebachtal. Dort gab es ein Kreuzungs- und ein Ladegleis beidseitig angebunden. Hier mussten die Zahnradloks an die andere Seite des Zuges wechseln, wenn es bergwärts ging. Vom Ladegleis zweigte in Richtung Heiligenstadt ein etwa 600 m langes Anschlussgleis zum WIFO-Lager für Treibstoffe waagrecht ab. Auf zwei Stumpfgleisen wurden Treibstoffe angeliefert, gelagert und neu gemischt und wieder versandt. Eine Wehrmachtsdiesellok übernahm den Rangierdienst. 200 m hinter Pferdebachtal begann der erste Zahnstangenabschnitt (km 6,5–8,1), der die Bahn auf die Hochfläche vor Kalteneber führte. Fast ebenerdig ging es weiter über Felder nach Fürstenhagen. Hier konnten die Dampfloks ihren Wasservorrat ergänzen, die 94.5 mussten hier über ein Umfahrungsgleis umsetzen, ein Ladegleis mit Rampe und der Wasserturm am Empfangsgebäude gehörten zur Ausstattung. Nach Dieterode geradeaus führte die Bahn in den zweiten Zahnstangenabschnitt (km 14,7–16,1) in den waagrecht angelegten Bahnhof Dieterode mit Umsetz- und Ladegleis. Direkt hinter dem Bahnhof folgte der dritte Zahnstangenabschnitt (km 16,6–18,1), der die Bahn unterhalb der Dieteröder Klippen nach Krombach brachte. Auch hier gab es ein Umsetzgleis. Auf einem hohen Damm und im Halbkreis wurde hinter der Ortslage Krombach nach Osten gewendet und es ging in einem Bachtal nach Ershausen, dem neben Heiligenstadt Ost größten Zwischenbahnhof mit Wasserkran, Umsetz- und Ladegleis sowie Sitz der Bahnmeisterrotte im eigenen Gebäude etwas unterhalb des Bahnhofs Richtung Großtöpfer. Bis hierher fuhren auch ab Eschwege Pendelzüge einmal am Tag, teilweise sogar mit dem Zeichen „bG“ im Fahrplan, was auf einen Triebwageneinsatz hindeuten könnte. Hier saß auch der Fahrdienstleiter für den Abschnitt Ershausen-Schwebda. Weiter im Tal der Rosoppe bergab fahrend wurde Großtöpfer erreicht. Ab Mitte 1945 bis 1947 war hier der Endbahnhof. Linkerhand etwa 30 m höher und etwa zwei Kilometer entfernt näherte sich die Kanonenbahn von Geismar fallend der Strecke, um dann auf den letzten zwei Kilometern in kleinem Abstand weiter fallend neben der Heiligenstädter Bahn zu verlaufen. An der späteren Staatsgrenze BRD/DDR überquerten beide Bahnen fast nebeneinander, aber mit gut 10 m Höhenunterschied einen Waldweg. Weitere 300 m talwärts passiert die Strecke ein kleines Ziegelgebäude, das ehemalige Stellwerk der Abzweigstelle. Man kann heute noch am Verlauf der Aufschüttungen im Wald das kurze Stumpfgleis als Sicherheitsgleis an der Einmündung in die Leinefelder/Geismarer Strecke finden. Auf einem hohen Damm im leichten Rechtsbogen führt die Strecke zum ehemaligen Friedaviadukt und anschließend in den Friedatunnel. Nach dessen Durchfahrung ging es dreigleisig in den Bahnhof Schwebda, da ganz links das Gleis der Strecke Wartha-Eschwege ebenfalls in den Bahnhof führte.